# Elachertus sulcatus
Elachertus sulcatus är en stekelart som beskrevs av Zhu och Huang 2001. Elachertus sulcatus ingår i släktet Elachertus och familjen finglanssteklar.
Artens utbredningsområde är Taiwan. Inga underarter finns listade i Catalogue of Life.